# Stephanauge hyalonematis
Stephanauge hyalonematis är en havsanemonart som först beskrevs av McMurrich 1893.  Stephanauge hyalonematis ingår i släktet Stephanauge och familjen Hormathiidae. Inga underarter finns listade i Catalogue of Life.